# 42e Match des étoiles de la Ligue nationale de hockey
Match précédent Match suivant
Le 42e Match des étoiles de la Ligue nationale de hockey fut tenu le 19 janvier 1991 dans le domicile des Blackhawks de Chicago, le Chicago Stadium. L'équipe représentant la Conférence Prince de Galles l'emporta par la marque de 11 à 5 aux dépens de la Conférence Campbell. L'étoile de la rencontre fut Vincent Damphousse des Maple Leafs de Toronto qui inscrivit un total de quatre buts, dont trois lors de la troisième période.

## Effectif

### Conférence Prince de Galles
- Entraîneur-chef : Mike Milbury ; Bruins de Boston.
- Capitaine d'honneur : Jean Béliveau.

Gardiens de buts
- 33 Patrick Roy ; Canadiens de Montréal.
- 35 Andy Moog ; Bruins de Boston.

Défenseurs :
- 02 Brian Leetch ; Rangers de New York.
- 04 Kevin Hatcher ; Capitals de Washington.
- 05 Uwe Krupp ; Sabres de Buffalo.
- 07 Paul Coffey ; Penguins de Pittsburgh.
- 28 Garry Galley ; Bruins de Boston.
- 77 Raymond Bourque ; Bruins de Boston.  Capitaine

Attaquants :
- 08 Cam Neely, AD ; Bruins de Boston.
- 09 Darren Turcotte, C ; Rangers de New York.
- 10 Guy Lafleur, AD ; Nordiques de Québec.
- 11 John Cullen, C ; Penguins de Pittsburgh.
- 12 Mark Recchi, AD ; Penguins de Pittsburgh.
- 15 John MacLean, AD ; Devils du New Jersey.
- 16 Pat Verbeek, AG ; Whalers de Hartford.
- 17 Pat LaFontaine, C ; Islanders de New York.
- 18 Denis Savard, C ; Canadiens de Montréal.
- 19 Joe Sakic, C ; Nordiques de Québec.
- 22 Rick Tocchet, AD ;Flyers de Philadelphie.
- 25 Kevin Stevens, AG ; Penguins de Pittsburgh.
- 27 Dave Christian, AD ; Bruins de Boston.
- 30 Chris Nilan, ; Bruins de Boston . (n'a pas joué)
- 39 Brian Skrudland, C ; Canadiens de Montréal. (n'a pas joué)

### Conférence Campbell
- Entraîneur-chef : John Muckler ; Oilers d'Edmonton.
- Capitaine d'honneur : Stan Mikita.

Gardiens de buts :
- 01 Bill Ranford ; Oilers d'Edmonton.
- 30 Mike Vernon ; Flames de Calgary.

Défenseurs :
- 02 Al MacInnis ; Flames de Calgary.
- 03 Scott Stevens ; Blues de Saint-Louis
- 05 Steve Smith ; Oilers d'Edmonton.
- 06 Phil Housley ; Jets de Winnipeg.
- 07 Chris Chelios ; Blackhawks de Chicago.
- 20 Gary Suter ; Flames de Calgary.

Attaquants
- 08 Tomas Sandström, AD ; Kings de Los Angeles.
- 10 Vincent Damphousse, AG ; Maple Leafs de Toronto.
- 11 Mark Messier, C ; Oilers d'Edmonton.
- 12 Adam Oates, C ; Blues de Saint-Louis.
- 14 Theoren Fleury, AD ; Flames de Calgary.
- 15 Dave Gagner, C ; North Stars du Minnesota.
- 17 Trevor Linden, AD ; Canucks de Vancouver.
- 18 Bobby Smith, C ; North Stars du Minnesota.
- 19 Steve Yzerman, C ; Red Wings de Détroit.
- 21 Luc Robitaille, AG ; Kings de Los Angeles.
- 27 Jeremy Roenick, C ; Blackhawks de Chicago.
- 28 Steve Larmer, AD ; Blackhawks de Chicago.
- 99 Wayne Gretzky, C ; Kings de Los Angeles.  Capitaine
- 00 Brett Hull, AD ; Blues de Saint-Louis (n'a pas joué)
- 00 Larry Robinson, D ; Kings de Los Angeles (n'a pas joué)

## Feuille de match
| No                                                                       | Score            | Équipe           | Buteur (Passeur(s))           | Temps            |                  |
| Première période                                                         | Première période | Première période | Première période              | Première période | Première période |
| ------------------------------------------------------------------------ | ---------------- | ---------------- | ----------------------------- | ---------------- | ---------------- |
| 1                                                                        | 0-1              | Campbell         | Gagner (Larmer - Roenick)     | 6:17             |                  |
| 2                                                                        | 1-1              | Prince de Galles | LaFontaine (Turcotte)         | 9:14             |                  |
| 3                                                                        | 1-2              | Campbell         | Damphousse (Oates - S. Smith) | 11:36            |                  |
| Pénalité : Aucune                                                        |                  |                  |                               |                  |                  |
| Deuxième période                                                         |                  |                  |                               |                  |                  |
| 4                                                                        | 2-2              | Prince de Galles | LaFontaine (Hatcher)          | 1:33             |                  |
| 5                                                                        | 2-3              | Campbell         | Suter                         | 5:23             |                  |
| 6                                                                        | 2-4              | Campbell         | Gretzky (Sandstrom)           | 9:10             |                  |
| 7                                                                        | 2-5              | Campbell         | Oates (Yzerman)               | 9:48             |                  |
| 8                                                                        | 2-6              | Campbell         | Fleury (Messier - Chelios)    | 14:40            |                  |
| 9                                                                        | 3-6              | Prince de Galles | Tocchet (Verbeek - Sakic)     | 15:36            |                  |
| 10                                                                       | 3-7              | Campbell         | Roenick (S. Smith - Oates)    | 17:07            |                  |
| Pénalité : Aucune                                                        |                  |                  |                               |                  |                  |
| Troisième période                                                        |                  |                  |                               |                  |                  |
| 11                                                                       | 4-7              | Prince de Galles | MacLean (Cullen - Bourque)    | 2:29 AN          |                  |
| 12                                                                       | 4-8              | Campbell         | Chelios (Larmer - Roenick)    | 5:23             |                  |
| 13                                                                       | 4-9              | Campbell         | Damphousse (Oates - Housley)  | 8:54             |                  |
| 14                                                                       | 4-10             | Campbell         | Damphousse (Housley - Oates)  | 11:40            |                  |
| 15                                                                       | 5-10             | Prince de Galles | Stevens (Tocchet)             | 13:56 AN         |                  |
| 16                                                                       | 5-11             | Campbell         | Damphousse                    | 17:16            |                  |
| Pénalité : Housley (Camp.) retenu 0:57 ; Housley (Camp.) trébuché 12:26. |                  |                  |                               |                  |                  |

Gardiens :
- Prince de Galles  : Roy (29:48), Moog (30:12, est entré à 9:48 de la 2e période).
- Campbell : Vernon (29:48), Ranford (30:12, est entré à 9:48 de la 2e période).

Tirs au but :
- Prince de Galles (41) 10 - 09 - 12
- Campbell (41) 15 - 15 - 11

Arbitres : Terry Gregson
Juges de ligne : Jerry Pateman, Dan Schachte